# Alfondeguilla
Alfondeguilla település Spanyolországban, Castellón tartományban. Alfondeguilla Artana, Chóvar, Soneja, La Vall d'Uixó, Eslida és Sagunt községekkel határos. Lakosainak száma 870 fő (2024).

## Népesség
A település népessége az elmúlt években az alábbi módon változott:
| Lakosok száma | 908  | 871  | 893  | 860  | 881  | 893  | 894  | 866  | 870  | 870  |
|               | 2001 | 2004 | 2006 | 2009 | 2011 | 2014 | 2016 | 2019 | 2021 | 2024 |